# 船王後
船 王後（ふね の おうご / ふな の おうご）は、飛鳥時代の官人。姓（カバネ）は首、冠位は大仁。
船氏王後墓誌（国宝）で知られる人物である。

## 生涯
出自について「船氏王後墓誌」では、王智仁（王辰爾）の孫で、那沛故の子とする。船氏（ふねうじ）は河内国丹比郡野中郷（大阪府藤井寺市・羽曳野市）を本拠地としたとされる渡来系氏族で、欽明天皇14年（553年?）に王辰爾が船の税を数え記録したことで氏名を賜ったという。
生涯について「船氏王後墓誌」によれば、船王後は敏達天皇（在位：572?-585年?）の時に生まれ、推古天皇・舒明天皇に仕えて、舒明天皇の時には才異と功勲で大仁の官位（冠位十二階の第三等）を賜った。そして辛丑年（641年）に没し、戊辰年（天智天皇7年（668年））に妻の安理故能刀自と共に松岳山上に埋葬され、墓は大兄の刀羅古の墓と並べて作られたとする。
墓誌では船王後の墓は松岳山に所在するとするが、正確な出土地点は詳らかでない。大阪府柏原市国分にある丘陵が松岳山（まつおかやま）と称されるが、これは元々は「松岡山」と称されたのが墓誌の松岳山に比定されたことによる。かつては山頂の松岳山古墳に比定する説もあったが、同古墳含む松岳山古墳群は船王後から数百年遡る古墳時代前期の営造になるため現在では否定されている。松岳山では終末期古墳・火葬墓も確認されていないため、同地付近では現在も墓の所在は確かでない。
なお、船王後は「船氏王後墓誌」以外の史料では知られないが、『日本書紀』推古天皇16年（608年）条の「船史王平」と同一視する説がある。

## 船氏王後墓誌

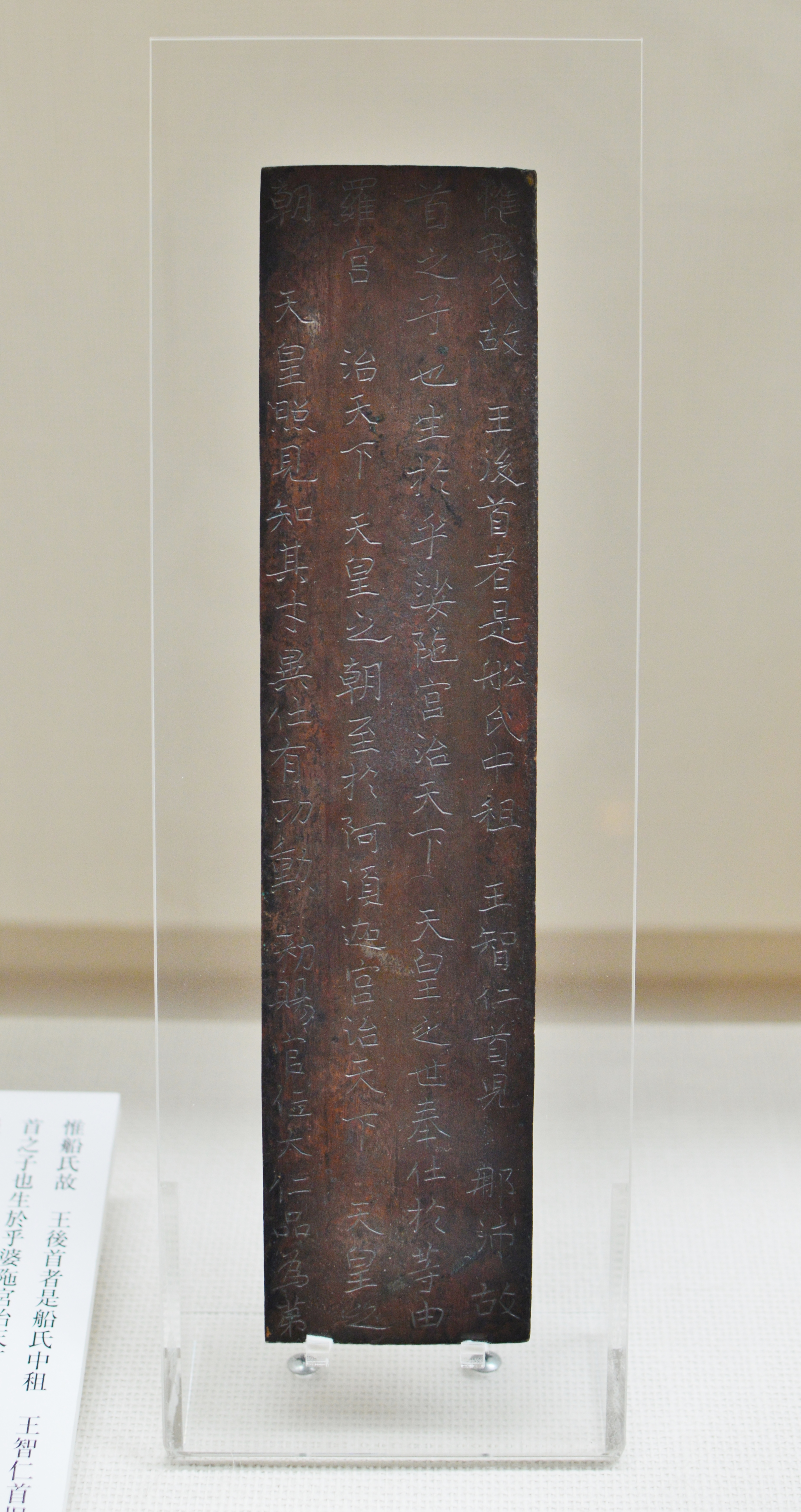
船氏王後墓誌（複製）大阪府立近つ飛鳥博物館展示。現品（国宝）は三井記念美術館保管。

船氏王後墓誌（ふなしおうごぼし、船王後墓誌/船首王後墓誌）は、船王後の墓誌。金石文の1つ。国宝に指定されている。
天智天皇7年（668年）の船王後の埋葬に伴う墓誌で、現存では日本最古の年紀を持つ墓誌になる。ただし「官位」の文言等により、実際の製作時期は若干降るとされる（天武天皇朝末年以降の追納か）。江戸時代に出土したと伝わるが正確な時期・地点は明らかでなく、その後は西琳寺（大阪府羽曳野市）に所蔵されていた。寛政8年（1796年）成立の『好古小録』にも記述が見え、明治以降には税所篤が一時所蔵した。
墓誌は鍛造による薄い短冊型の銅板で、長さ29.7センチメートル・幅6.8センチメートルを測る。表裏には各4行計162字の銘文が刻字されている。銘文は次の通り。
この船氏王後墓誌は、1953年（昭和28年）3月31日に国の重要文化財に、1961年（昭和36年）4月27日に国宝に指定された。現在は三井記念美術館（東京都中央区）で保管されている。

## 関連文献
（記事執筆に使用していない関連文献）
- 奈良国立文化財研究所飛鳥資料館 編『日本古代の墓誌』同朋舎、1979年。